# Malé Zlievce
Malé Zlievce (allemand : Kleinzellowitz,  hongrois : Alsózellő) est un village de Slovaquie situé dans la région de Banská Bystrica.

## Histoire
La première mention écrite du village date de 1307.

## Démographie

### Évolution de la population
| Année:               | 1994. | 2004.   | 2014.    | 2024.   |
| -------------------- | ----- | ------- | -------- | ------- |
| Nombre de personnes: | 236   | 252     | 279      | 285     |
| Différence:          |       | +6,77 % | +10,71 % | +2,15 % |

| Année:               | 2023. | 2024.   |
| -------------------- | ----- | ------- |
| Nombre de personnes: | 274   | 285     |
| Différence:          |       | +4,01 % |